# Stagnicola neopalustris
Stagnicola neopalustris är en snäckart som först beskrevs av F. C. Baker 1911.  Stagnicola neopalustris ingår i släktet Stagnicola och familjen dammsnäckor. Inga underarter finns listade i Catalogue of Life.